# Boletus pinophilus
Boletus pinophilus (Albert Pilát și Aurel Dermek, 1973), sin. Boletus pinicola (Carlo Vittadini, 1835 ex Antonio Venturi, 1863), este o specie de ciuperci comestibile de diviziune basidiomycete de genul Boletus în familia Boletaceae. Acest burete coabitează, fiind un simbiont micoriza (formează micorize pe rădăcinile arborilor). În România, Basarabia și Bucovina de Nord, se dezvoltă în păduri (și montane) de conifere nisipoase sub pini, mult mai rar în cele foioase sub stejari, din iunie până octombrie. Având o mare asemănare cu hribul cenușiu, el est denumit hrib de pin, hrib de brad sau mânătarcă.

## Istoric
Naturalistul italian Carlo Vittadini a fost primul care a recunoscut acest soi de burete drept specie diferită, fiind ridicată la statutul de specie sub numele Boletus pinicola de Antonio Venturi, în 1863. În anul 1973, a căpătat numele actual de Boletus pinophilus, descris de micologii cehi Albert Pilát și Aurel Dermek. Astăzi se folosește obișnuit numai numele dat în 1973.

## Descriere

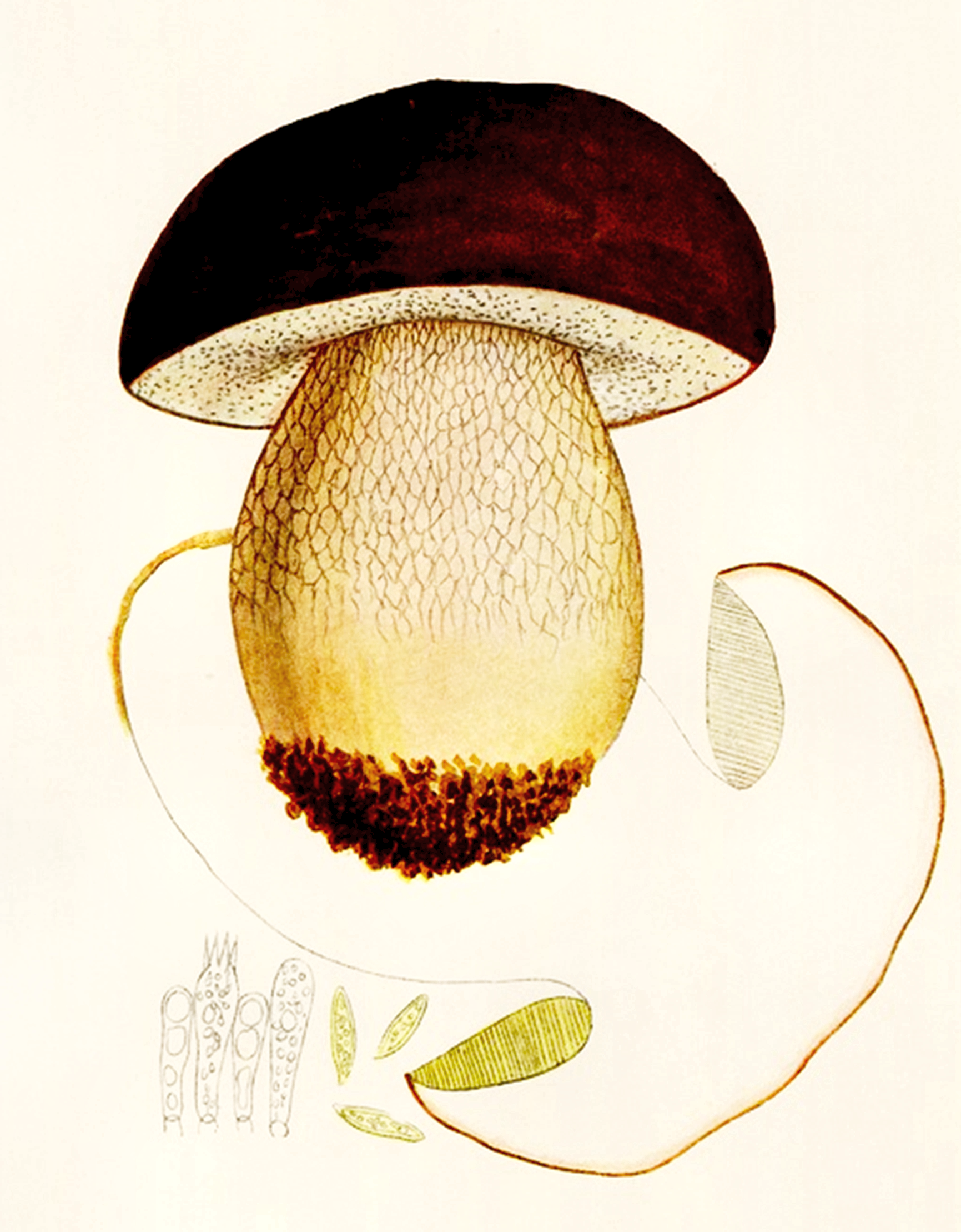
Bres.: B. aereus, recte pinicola

Această specie este o ciupercă de diversificare mai recentă (între 44 și 34 milioane de ani) din timpul perioadei geologice Eocen, în diferență cu Agaricus (între 178 și 139 milioane de ani).
- Pălăria: are un diametru între 5 și 20 cm, este boltită semisferic, netedă, compactă și foarte regulată, suprafața devenind la bătrânețe unsuroasă. Culoarea pălăriei arată diverse tonuri de maro, de la maro închis până la  roșu-maro, rar îmbrăcată de o brumă violetă. Aceiași culoare se găsește la fel sub cuticula pălăriei.
- Tuburile și porii: Sporiferele sunt la început albe, schimbând cu timpul culoarea spre crem, la sfârșit sunt galben-olive. Porii la capătul tubulețelor sunt colorate ca ele, la sfârșit fiind pătați ruginiși.
- Piciorul: este foarte tare, gros și bulbos, de 7 până la 15 cm în lungime și de 5 până la 8 (10) cm în lățime, fiind la tinerețe adeseori mai larg decât lung și aproape sferic. El este acoperit cu o grilă strânsă aproape până la bază, evident roșie pe fond roșiatic sau maro-gălbui (în tinerețe albicioasă).
- Carnea: este foarte tare, numai sub pălărie colorată roșu-maro, în rest albă. Carnea își menține această culoare până la sfârșit. Ea este placută la gust și are un miros ușor de ciuperci.
- Caracteristici microscopice: Sporii sunt maro-oliv până galben-verzui, fiind fusiformi, cu o mărime de 14-17 x 4,5-5,5 microni.[6][7]
- Reacții chimice: Buretele se decolorează cu Hidroxid de potasiu brun-roșiatic.[8]

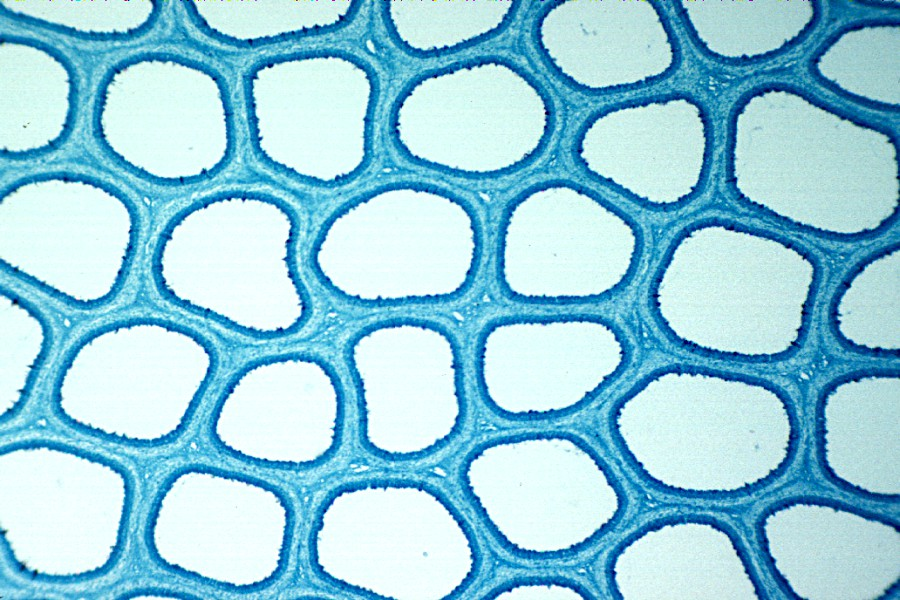
Porii Boletus, schemă
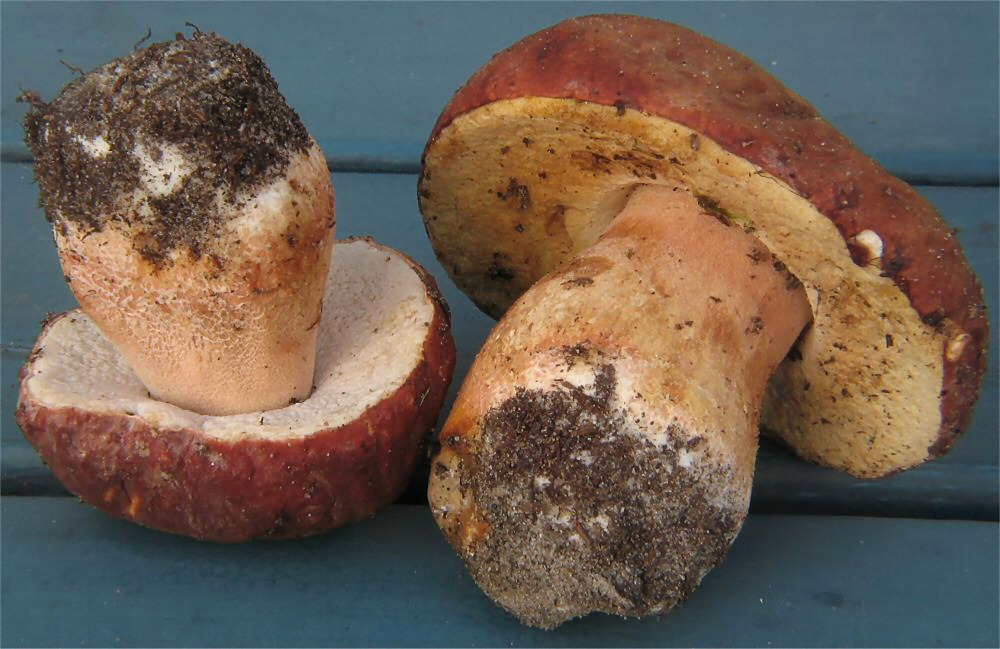
B. pinicola, pori și picior
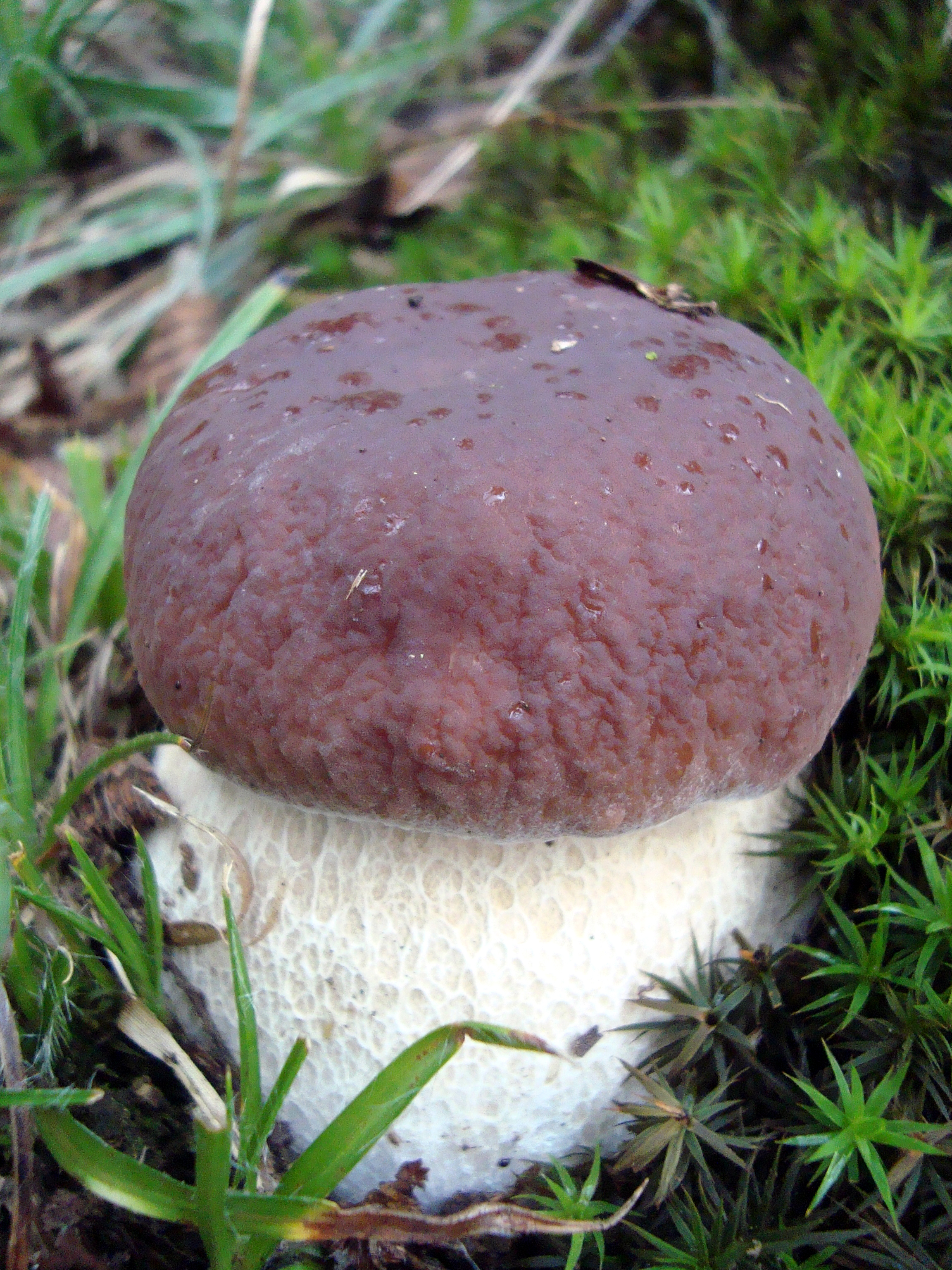
B. pinicola tânăr
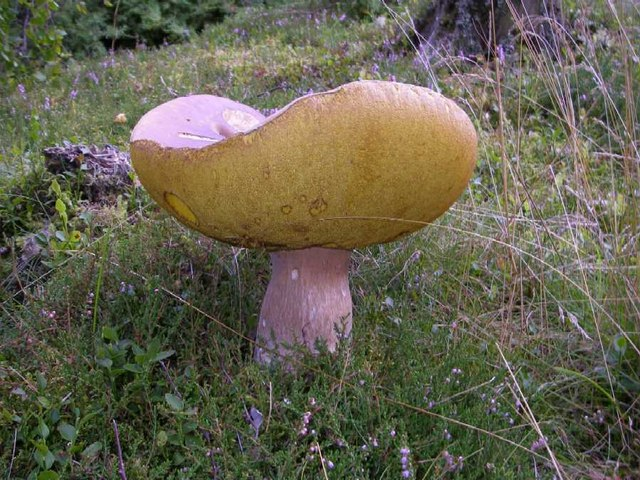
B. pinicola bătrân

## Confuzii
Buretele poate fi confundat în cel mai rău caz cu Tylopilus felleus sin. Boletus felleus, care este neotrăvitor dar amar. El poate fi recunoscut prin tubulețele precum sporii care sunt albi numai la început, devenind foarte curând rozi. Grila acestei ciuperci pe picior este maro. Toată ciuperca nu este nuanțată cu roșu. Alte confundări sunt numai posibile cu bureți prea gustoși și comestibili, ca de exemplu cu gemenul său Boletus pinicola var. fuscoruber, Boletus aereus (hribul pucios), Boletus aestivalis sin. Boletus reticulatus, Boletus edulis (hribul) precum Xerocomus badius sin. Boletus badius sau Xerocomus rubellus.

## Specii asemănătoare

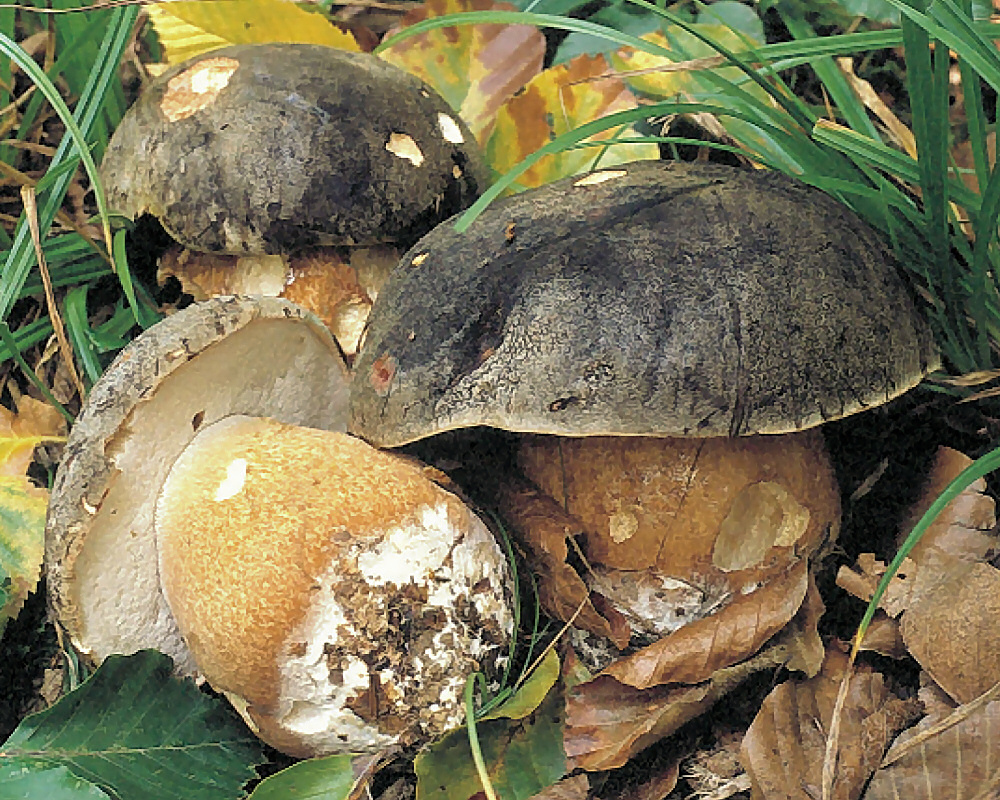
Boletus aereus
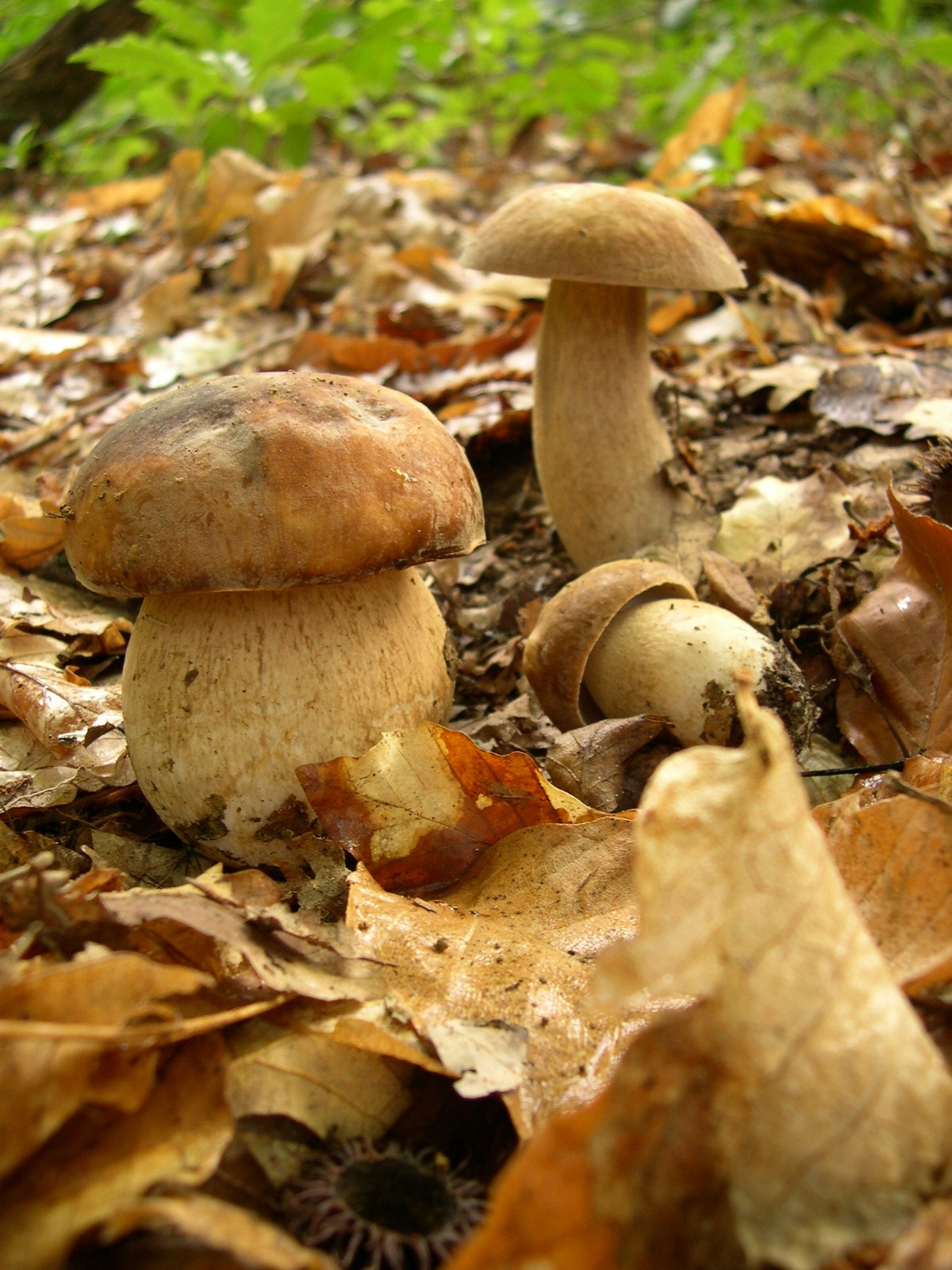
Boletus aestivalis sin. reticulatus
Boletus edulis
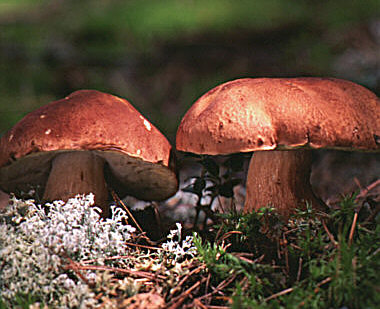
Boletus pinicola var. fuscoruber
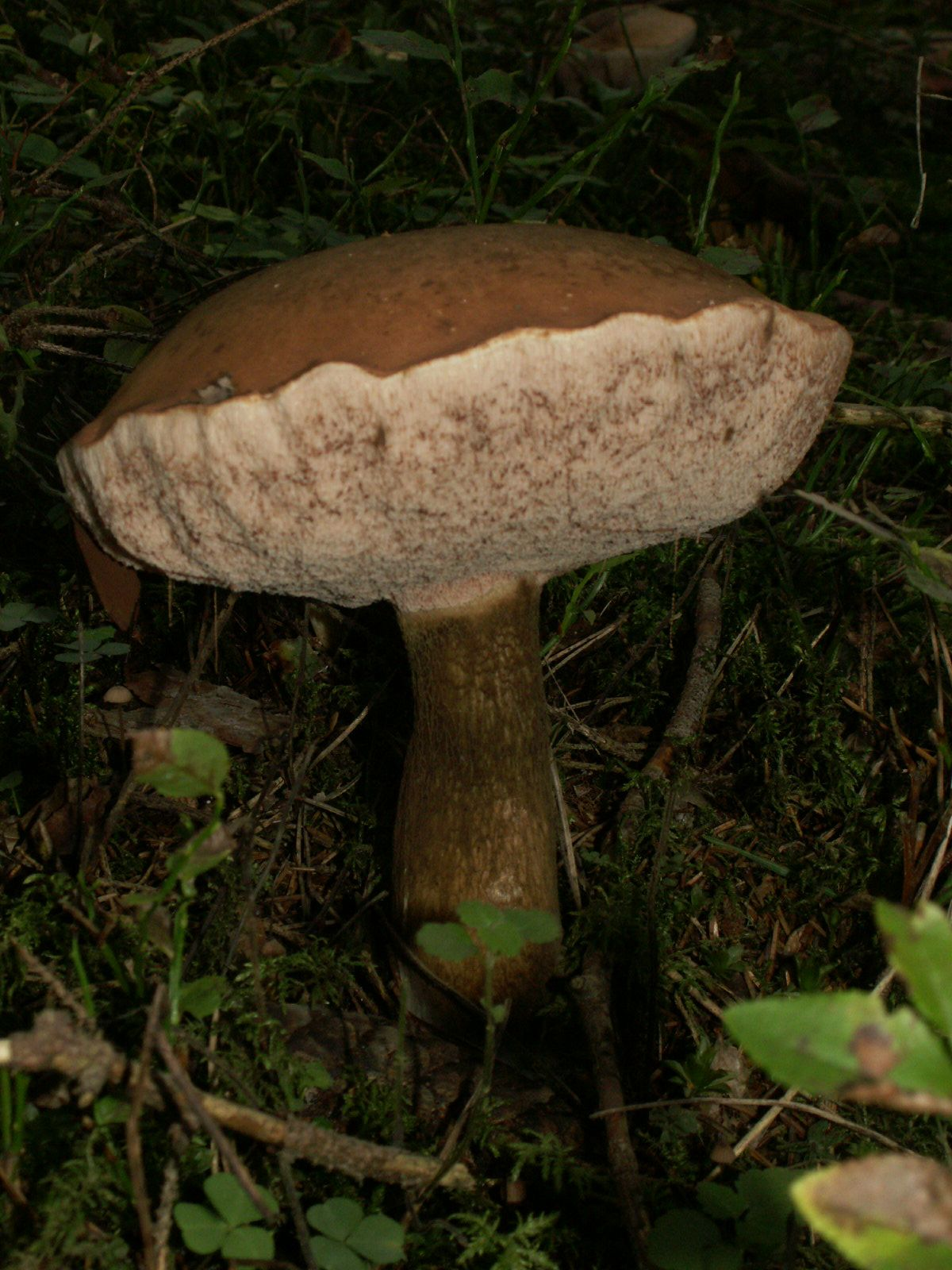
!Tylopilus felleus!
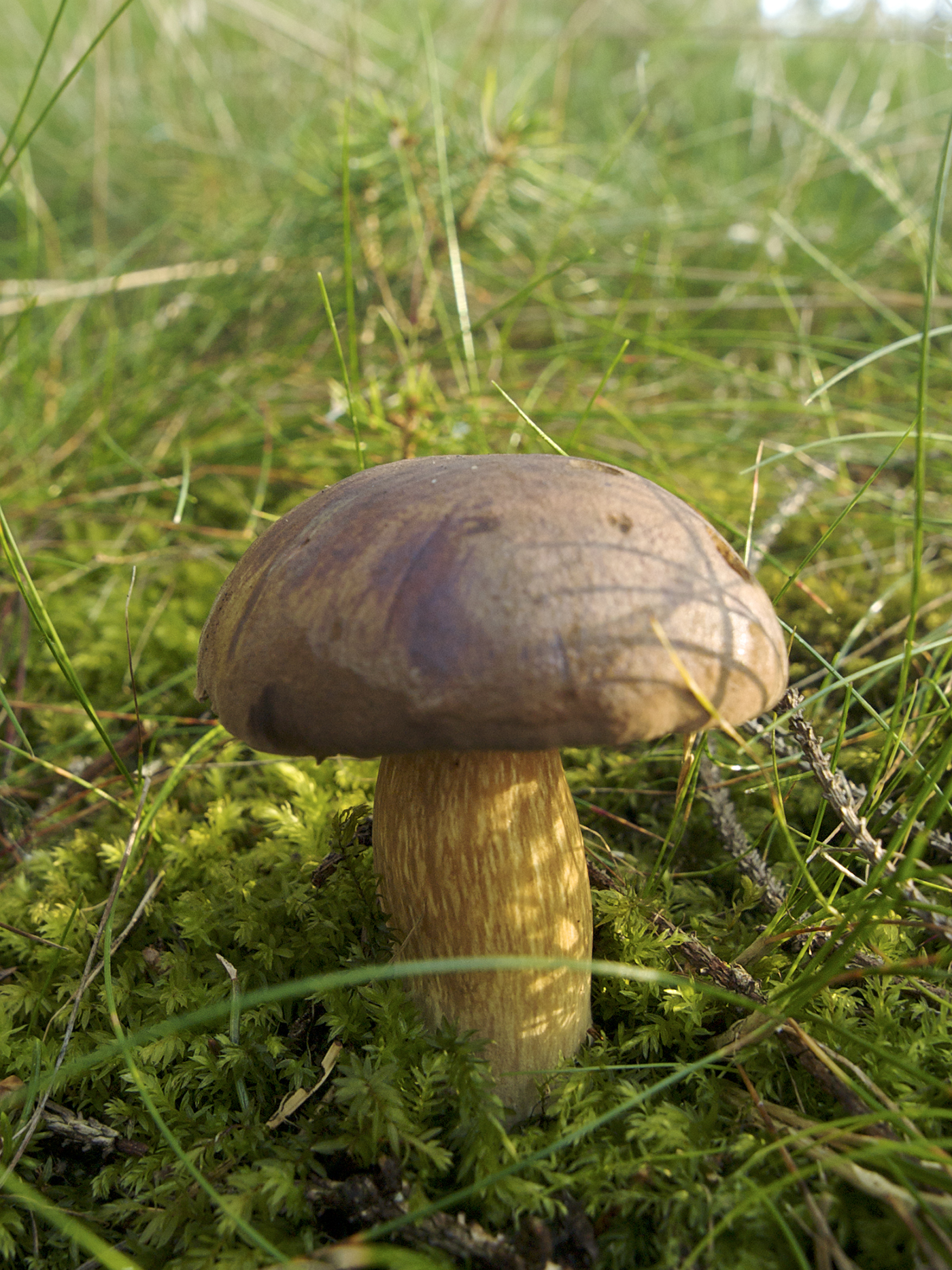
Xerocomus badius
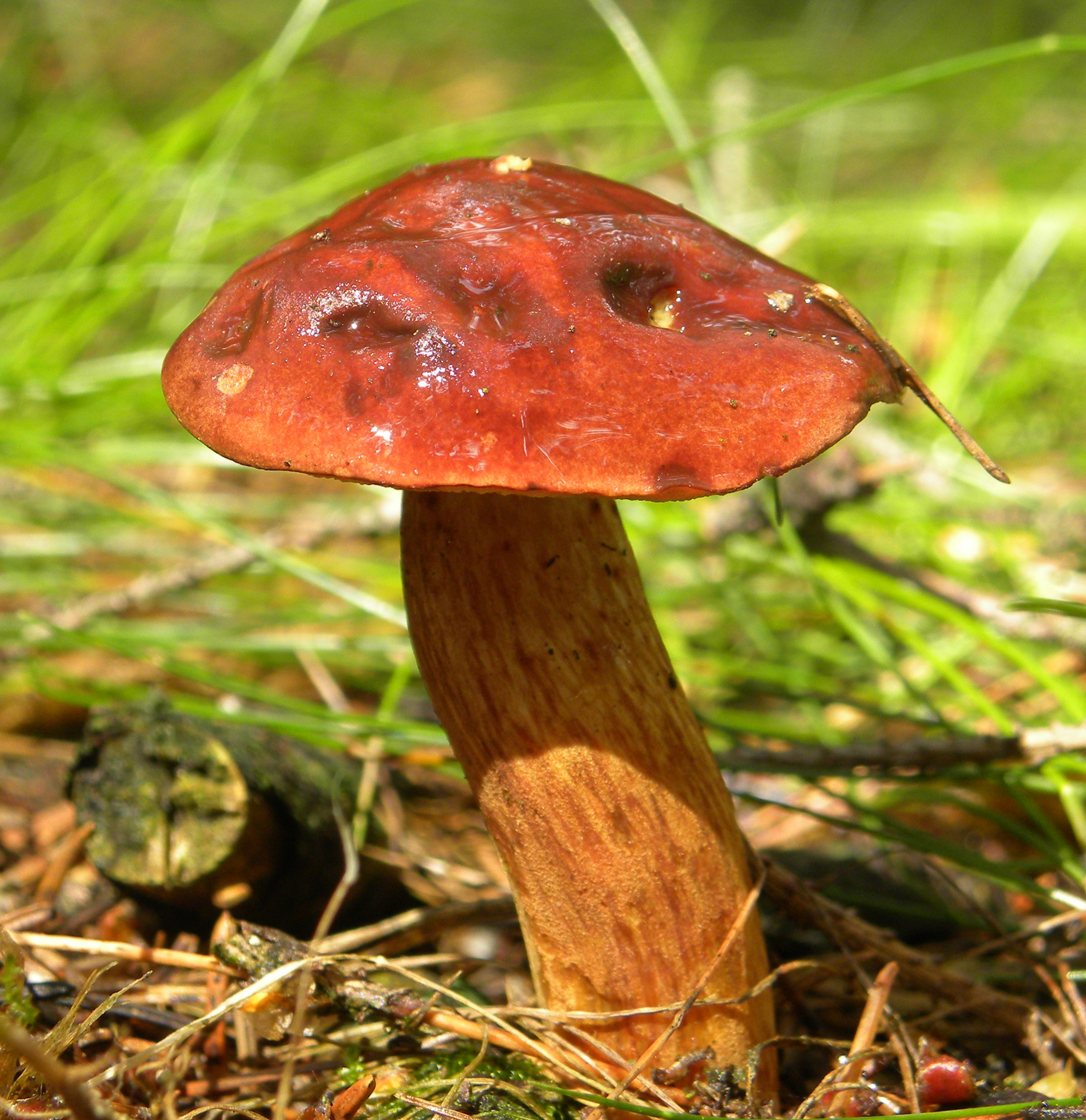
Xerocomus rubellus

## Valorificare

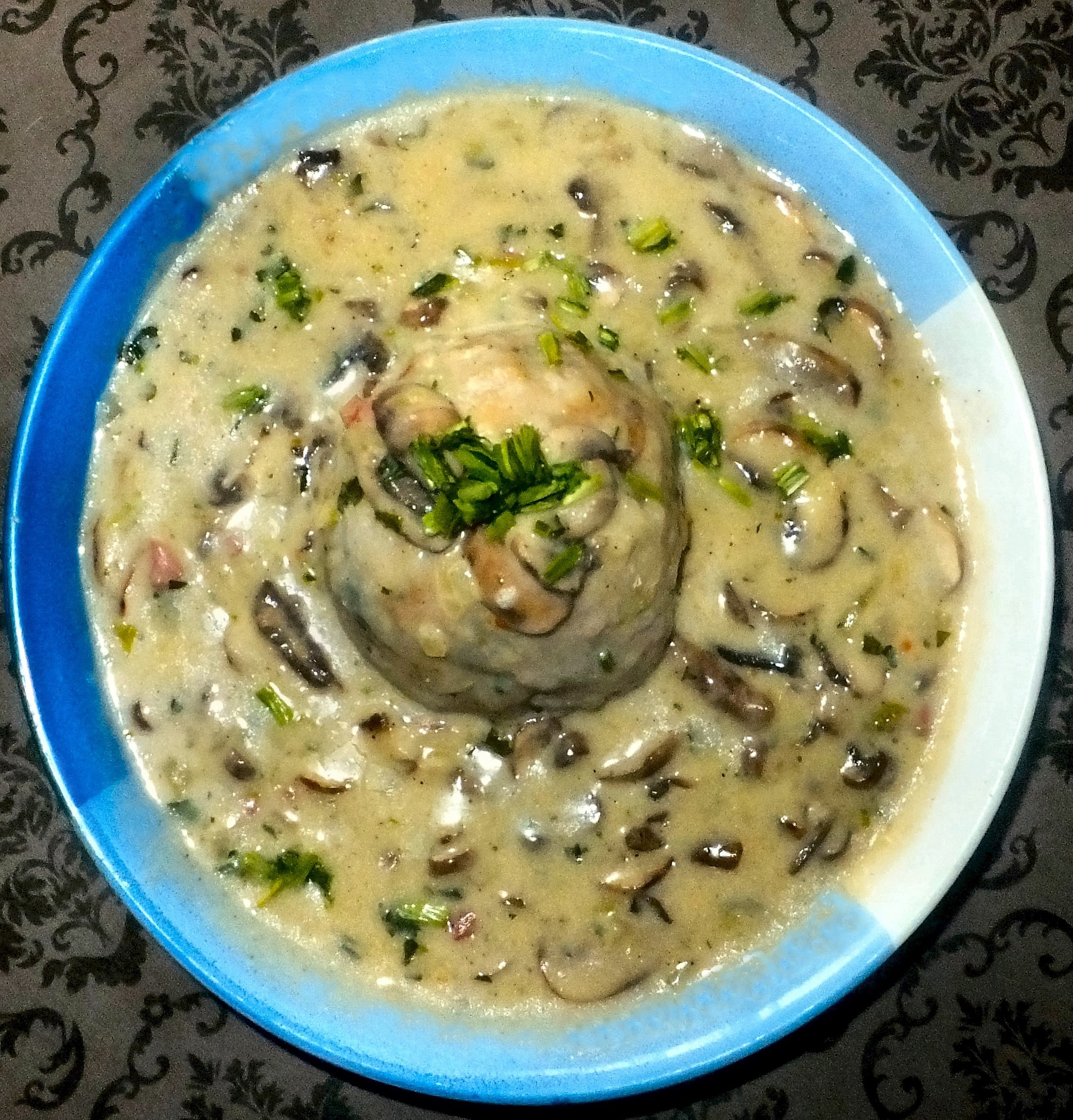
Ciulama de ciuperci cu Gălușcă de chifle tiroleză

Bureții proaspeți pot fi pregătiți ca ciulama, de asemenea împreună cu alte ciuperci de pădure sau adăugați la un sos de carne de vită sau vânat. În afară de aceasta, ei pot fi tăiați felii și congelați. De asemenea este posibilă, după tăierea în felii, uscarea lor. Foarte gustoși sunt preparați ca Duxelles (un fel de zacuscă).
Buretele este cunoscut a fi un acumulator biogen al metalelor grele mercur, cadmiu și seleniu. Pentru a reduce expunerea, autoritățile recomand evitarea culesului ciupercii în zone poluate cum ar fi cele din apropiere de mine, topitorii, străzi, incineratoare și halde de gunoi. Mai mult, porii bureților crescuți ar trebui să fie îndepărtați, fiindcă acei conțin cele mai mari concentrații de poluanți.